# Herrmann/Heuer/Raupach
Der Herrmann/Heuer/Raupach ist ein Kommentar zum deutschen  Einkommensteuergesetz und Körperschaftsteuergesetz. Er gilt als eines der Standardwerke zu dieser Thematik. 
Das Werk erscheint im Verlag Dr. Otto Schmidt in Köln in zurzeit 18 Bänden (zzgl. Ergänzungsmaterialien) auf ca. 18.000 Seiten, diese werden etwa vierteljährlich aktualisiert und ergänzt durch einen jährlich neu erscheinenden Übersichtsband.
Der Kommentar wurde im Jahre 1926 als Reaktion auf die Reform des Einkommensteuer- und Körperschaftsteuergesetzes im Jahre 1925 begründet, zunächst separat als Einkommensteuerkommentar von Alfons Mrozek (Senatspräsident beim Reichsfinanzhof, † 1930) und als Körperschaftsteuerkommentar von Albert Kennerknecht (Ministerialrat im Reichsfinanzministerium, † 1940). Die Herausgabe des Einkommensteuerkommentars wurde 1935 von J.F.H. Peters übernommen, seitdem erscheint er in der noch heute verwendeten Loseblattform. Die erste gemeinsame Ausgabe erschien 1950 als Herrmann/Peters unter der Mitverantwortung von Carl Herrmann († 1986, verantwortlich für die Körperschaftsteuer 1950–1986). 1951 wurde J.F.H. Peters durch Gerhard Heuer (verantwortlich für den Einkommensteuerteil 1951–1974 und als Autor bis Ende 1988) ersetzt, seit 1969 arbeitet Arndt Raupach mit, seit 1974 betreut dieser den Einkommensteuerteil, ab 1977 auch das Körperschaftsteueranrechnungsverfahren. 1982 erfolgte die Umbenennung in den heute bekannten Titel Herrmann/Heuer/Raupach.
Heute liegt die Verantwortung bei den gesamtverantwortlichen Herausgebern Johanna Hey und  Michael Wendt (Richter am Bundesfinanzhof), zahlreiche Mitherausgeber und Autoren sind an der regelmäßigen Überarbeitung beteiligt, mehrere sind als Professoren oder als Richter am Bundesfinanzhof tätig.